# Ţūleh Kolā
Ţūleh Kolā (persiska: طوله كلا) är en ort i Iran.   Den ligger i provinsen Mazandaran, i den norra delen av landet, 120 km nordost om huvudstaden Teheran. Ţūleh Kolā ligger 65 meter över havet och antalet invånare är 961.
Terrängen runt Ţūleh Kolā är platt. Runt Ţūleh Kolā är det ganska tätbefolkat, med 149 invånare per kvadratkilometer. Närmaste större samhälle är Āmol, 5,1 km väster om Ţūleh Kolā. Trakten runt Ţūleh Kolā består till största delen av jordbruksmark.